# كيم جو أي
كيم جو أي (بالكورية: 김주애) (مواليد 19 فبراير 2012) هو ابنة الزعيم الحالي لجمهورية كوريا الديمقراطية الشعبية كيم جونغ أون، نتيجة علاقته بالمغنية ري سول جو، يُعتقد أنها الثانية من بين ما مجموعه ثلاثة أطفال للقائد، ولدت في عامي 2019 و 2017 ولم يتم الإعلان عن جنسهم.